# Étienne Charles de Loménie de Brienne
Étienne Charles de Loménie, greve av Brienne, född 9 oktober 1727, död 16 februari 1794, var en fransk präst och politiker.
Loménie de Brienne blev 1760 biskop i Condom, 1763 ärkebiskop i Toulouse, 1788 ärkebiskop i Sens och samma år kardinal. Loménie riktade till Jacques Turgot ett antal memorial i politiska och sociala frågor, i vilka han företrädde upplysningsidéerna, och blev 1787 president i notabelförsamlingen. Där angrep han Charles Alexandre de Calonne, vilken han 1787 efterträdde som chef för finanskonseljen. Loménie genomförde edikten om spannmålshandelns frihet, om väghoveriets avlösande och om provinsförsamlingarna 1787. Då Parisparlamentet gjorde motstånd mot den projekterade grundskatten förvisades det till Troyes 1788. Sedan Loménie i augusti 1788 förordnat om generalständernas inkallande samt inställandet av statens betalningar, tvingade oppositionen kungen att fälla honom. Han utnämndes därefter till kardinal. Loménie beedigade 1790 prästerskapets civilkonstitution, arresterades 1793 och avled i fängelset.